# Список СМИ Вологодской области
СМИ Вологодской области — краткий материал о тех средствах массовой информации, которые выходят (или когда-либо выходили), а также имеют собственную редакцию на территории Вологодской области.

## Областные СМИ

### ТВ
| №  | Название (учредитель)                                                                                    | Сотрудники редакции | Характеристики | Дополнительно                                  |
| -- | --- | --- | --- | ---------------------------------------------- |
| 1. | Филиал ФГУП «ВГТРК» «Государственная телевизионная и радиовещательная компания» «Вологда» (ГТРК-Вологда) | Павлов Игорь — директор филиала; Плаксин Дмитрий — заместитель директора; Черёмушкина Ирина — заместитель директора; Беляева Наталья — начальник службы информационных программ ТВ; Оганян Тигран — шеф-редактор; Ерошкин Евгений — шеф-редактор; Сторожева Ольга — шеф-редактор; корреспонденты: Конанова Анна; Лычешков Дмитрий; Смирнова Нина; Мельникова Юлия; Погожева Евгения; Ерошкин Евгений; Морозов Денис; Малышева Анна; Шамилова Наталья; Оголенко Сергей; Кузнецова Екатерина; Вересова Ксения; Родионов Максим; Романова Мария; Курбанов Эльшан; Антушевич Александра; Скамьина Татьяна. | Сетевым каналом для областного телевидения является федеральный телеканал «Россия-1». Потенциальная аудитория телеканала составляет — 1. 200 000 жителей Вологодской области. | C 2006 г. вещание происходит из Вологды. Сайт: |
| 2. | 7 канал/ТВ7-Вологда (ООО «ТВ-7»)                                                                         | Коваленко Ольга Михайловна — генеральный директор, Пономарёва Елена Юрьевна — главный редактор, Помелова Мария Рудольфовна — шеф-редактор. Корреспонденты: Устинов Александр, Алексеева Людмила, Малинина Людмила, Осколков Евгений. | Зона вещания: г. Вологда, Вологодский, Грязовецкий, Сокольский, Усть-Кубинский и Харовский районы. Канал программируется самостоятельно.                                      | Входит в холдинг ООО «Медиа-центр».            |
| 3. | Русский север (ООО "ТРК «Русский север»)                                                                 | Соловьев Александр Валентинович, генеральный директор. Буракова Наталья, главный редактор. Марущенко Светлана Николаевна, шеф-редактор череповецкого корпункта. | Круглосуточное вещание. Ежедневные выпуски новостей и авторские программы. |                                                |
|    | | | |                                                |

### Радио
| №  | Название (учредитель)                                              | Сотрудники редакции | Характеристики | Дополнительно                                                                                                 |
| -- | ------------------------------------------------------------------ | --- | --- | --- |
| 1. | Наше радио (ООО «МАК.МЕДИА»)                                       | Отдел рекламы Руководитель рекламной службы- Наталья Позднякова Директор: Анкундинов Станислав Михайлович | Вещание круглосуточное. Частота вещания — 98,8 Fm Регион вещания — Вологодская область: Вологда, Шексна, Сокол, Грязовец, Харовск и 445 населенных пунктов. | Офис радиостанции находится в Вологде. http://nashe35.ru/ Архивная копия от 19 апреля 2016 на Wayback Machine |
| 2. | Трансмит (ООО «ТВ-Трансмит»)                                       | Программный отдел Директор программного отдела: Роман Фомин Ведущие: Катя Крайс, Ирина Зинченко, DJ Томас, Дмитрий Романов, Андрей Наволоцкий, Александра Демидова, Сергей Катасонов, Служба информации Вып. редактор: Анастасия Щеглова, Ольга Ваганова Корреспондент: Елена Кириллова | Потенциальная аудитория — 1,1 млн человек. Вещание круглосуточное. Вологодская область: Череповец −104.6 Fm Вологда — 104,4 Fm Вытегорский район — 100,3 Fm Великоустюгский район — 102,3 Fm Бабаевский, Бабушкинский, Тотемский, Устюженский, Чагодощенский районы — 104,2 Fm Вологодский, Кичменгско-Городецкий, Никольский, Сокольский районы — 104,4 Fm Кадуйский, Череповецкий, Шекснинский районы — 104,6 Fm Белозерский, Вашкинский, Кирилловский районы — 105,5 Fm Архангельская область: Каргопольский район — Fm | Радиостанция "Трансмит" входит в холдинг ООО "Медиа-центр". Офис радиостанции находится в Череповце.          |
| 3. | Европа плюс. Вологда (ТОО «Телерадиокомпания Европа плюс Вологда») | Генеральный директор холдинга «Севергазмедиа»: Серов Олег Витальевич | Вещание круглосуточное Череповец −101.6 Fm Вологда — 100,2 Fm | Входит в холдинг «Севергазмедиа».                                                                             |
| 4. | Радио России — Вологда (ГТРК-Вологда)                              | Корреспонденты: Ляпина Татьяна. Ведущие: Сальников Алексей, Овчинников Владимир, Цветкова Ирина | Регион вещания — Вологодская область | Ежедневные выпуски новостей и авторские программы, Online-трансляции прямых эфиров                            |
| 5. | Ретро FM Вологда (ООО «Вологда ФМ»)                                | - | Вещание — 152 часа в неделю. Череповец — 103.0 Fm Сокол — 107.9 Fm Музыкальная радиопрограмма, состоящая из лучших отечественных и зарубежных песен 80-х и 90-х годов. Целевая аудитория: активная часть населения — мужчины и женщины в возрасте 30-49 лет, с доходом средним и выше среднего. | - |
| 6. | Авторадио-Череповец (ООО «РРВ-РЕКЛАМА»)                            | Ген. директор: Соловьев Василий Леонидович. Редактор эфира: Алексей Ахутин Ведущие: Елена Холодная, Ольга Марина, Анатолий Максимов, Марина Базанова | Вещает на волне 101.2 Fm | - |
| 7. | Радио Маяк — Вологодская область (ГТРК-Вологда)                    | Шеф-редактор: Сачков Александр. Ведущие: Карельская Арина, Мальцева Татьяна | Регион вещания — Вологодская область | Ежедневные выпуски новостей и авторские программы, Online-трансляции прямых эфиров                            |

### Печатные издания
| №   | Название (учредитель) | Сотрудники редакции                                                                                | Характеристики | Дополнительно 1. Журнал Time.Череповец. |
| --- | --- | -------------------------------------------------------------------------------------------------- | --- | --- |
| 1.  | 35 регион. Вологда. Череповец. Телефонный справочник (ООО «Русский Север-Череповец»)                                                                           | Маликова Лариса Юрьевна, генеральный директор ООО «Русский Север-Череповец»                        | Периодичность выхода: ежегодно (в декабре). Тираж: 20000 экземпляров. Цветность: ч/б. | Телефонно-адресная база — более 9000 предприятий Череповца и Вологды, а также организаций Вологодской обл. Действуют два офиса в Вологде и Череповце. |
| 2.  | Из рук в руки — Вологда-Череповец (ТОО «Пронто-Петербург») | -                                                                                                  | Языки: русский, английский. Тираж: 2000 экз. Объём: 44 полосы. Периодичность выхода: еженедельно (суббота). Формат А3. Газета частных объявлений. | - |
| 3.  | Квартал плюс (ГУ ВОМЦ «Содружество») | Главный редактор: Романова Лия Михайловна                                                          | Молодёжный информационно-аналитический журнал. Бесплатное распространение в молодёжных центрах и др. учреждениях области (в том числе в районах). Выходит ежеквартально (4 раза в год). Объём: 74 полосы. Цветность: полноцвет. Глянец. Тираж: 1800-5000 экз. | - |
| 4.  | Аргументы неделi. Вологда (ЗАО «СВР-Медиа») | -                                                                                                  | Языки: русский, английский. Территория распространения: Владимирская область, Вологодская область, Ивановская область, Костромская область, Ярославская область. | Редакция регионального представительства находится во Владимире. |
| 5.  | Бизнес и Власть (ООО «АН-Медиа») | Главный редактор: Андрей Николаевич Ненастьев                                                      | Тираж: 5000 экз. Периодичность выхода: 1 раз в месяц. Объём: 72 полосы, цвет, глянец. Распространение: 70 % — Вологда, Череповец, 30 % — районы области. | Выходит с 2006 года. Официальный сайт журнала «Бизнес и Власть» |
| 6.  | Парковка. Автомобильный журнал. Вологда и Вологодская область. (ИП Перетягина Мария Владимировна)                                                              | -                                                                                                  | - | - |
| 7.  | Хронометр-Вологда (ООО «Газеты Провинции») | Главный редактор: Волчкова Ульяна Николаевна                                                       | Объём: 32 полосы цвет, ч/б. Тираж: 22033 экз. Формат: А3. Выходит еженедельно (по четвергам). | Издается с 1999 года. |
| 8.  | ЛДПР-Вологда (Вологодское региональное отделение политической партии «Либерально-демократическая партия России» (ЛДПР)                                         | Главный редактор: Кривченко И. В.                                                                  | Объём: 4 полосы, цветность 4+1. | - |
| 9.  | Налоговый Вестник Вологодской области (ООО «Центральная консультационная Служба по налогам Вологодской области»)                                               | -                                                                                                  | Тираж: 3000 экз. Объём: 32-40 полос, полноцвет. Выходит ежемесячно. Аудитория: руководители, бухгалтеры. | - |
| 10. | Адрес. Недвижимость Вологды и Вологодской области (ИП Перетягина Мария Владимировна)                                                                           | -                                                                                                  | - | - |
| 11. | Местная газета Вологодской области (НП «Аналитический центр»)                                                                                                  | Главный редактор: Николаев Алексей Вениаминович. Выпускающий редактор: Почтеннова Татьяна Ивановна | Тираж: 70000 экз. Объём: 12 полос. | Главным редактором «Местной газеты Вологодской области» в 2009 году был Алексей Черняткин. В декабре 2009 года газета заняла третье место в конкурсе на лучшее освещение деятельности ООО «Вологдарегионгаз». В октябре 2011 года в СМИ просочилась информация о возможном закрытии газеты. Официальных комментариев, подтверждающих это, чиновники не давали. Однако уже 27 декабря другой учредитель получил лицензию в Роскомнадзоре на издание Местной газеты. |
| 12. | За справедливость! Общественно-политическая газета Вологодской области» (Региональное отделение Политической партии Справедливая Россия в Вологодской области) | Редактор: Климентьев Константин Евгеньевич                                                         | Объём: 4 полосы, полноцвет. Тираж: 50000 экз. | |
| 13. | Образование Вологодской области (ООО «Русский Север-Череповец»)                                                                                                | -                                                                                                  | - | Издатель: ООО "Издательский медиа-холдинг «Вестник руководителя». |
| 14. | Красный север (Правительство Вологодской области) | Главный редактор: Кузьминская Надежда Александровна Редактор: Смирнова Виктория Николаевна         | Общественно-политическая газета. Тираж: 28000 экз. (A3). Выход в свет: 3 раза в неделю: вт., сб. (Деловой вестник, официальные документы), ср. (40 полос с ТВ-программой), цвет. Адрес в сети: www.krassever.ru | «Красный Север» — старейшая вологодская областная газета, информационное издание, выходит три раза в неделю.Уже много лет девизом «Красного Севера» являются строчки из стихотворения Николая Рубцова «Россия, Русь! Храни себя, храни!» «Красный Север» является официальным изданием — после публикации в газете вступают в силу документы, принятые Правительством Вологодской области и Законодательным собранием Вологодской области. При этом «Красный Север» — издание для читателя, в газете представлен весь спектр информации о жизни Вологодчины, об основных событиях, происшедших в области. |
| 15. | Московский комсомолец «МК в Вологде» (ЗАО "Редакция газеты «МК»), Московский комсомолец «МК в Череповце» (ЗАО "Редакция газеты «МК»)                           | Редактор: Гусев Алексей                                                                            | Выходит еженедельно. Общественно-политическая газета | Издатель: ООО «Северинфо». В январе 2010 года по заявлению ФАС было возбуждено уголовное дело в отношении издателя вологодского и череповецкого выпуска газеты. Ему вменялось нарушение «Закона о конкуренции». В частности издателем в выходных данных был завышен тираж газеты. А это, в свою очередь, работало на привлечение рекламодателей. |
| 16. | Комсомольская правда-Вологда (ООО «СеверГазМедиа») | Главный редактор: Кондратьева Елена Александровна                                                  | Выходит еженедельно. Общественно-политическая газета. Тираж: 6000 экз. Объём: 40 полос (А3). | Входит в холдинг ООО «Севергазмедиа». В 2009 году и. о. редактора газеты Елена Кондратьева была награждена дипломом третьей степени в номинации «Журналистский материал» в конкурсе для СМИ на лучшее освещение вопросов физической культуры и спорта, здорового образа жизни. |
| 17. | Аргументы и факты — Вологда (Коллектив редакции еженедельника «Аргументы и факты»)                                                                             | Редактор: Жилина Алена Валентиновна                                                                | Выходит еженедельно. Общественно-политическая газета. Тираж: 17200 экз. Аудитория: 38200 человек. | Издатель: ООО «Издательский дом XXI век». |
| 18. | Наш голос (Вологодское областное отделение политической партии «Коммунистической партии Российской Федерации»)                                                 | Редактор: Герасимов А. В.                                                                          | Тираж: 30000 экз. Объём: 4 полосы. Цветность: ч/б. | - |
| 19. | Здоровье — наш выбор (Государственное учреждение здравоохранения «Вологодский областной центр медицинской профилакти»)                                         | Шеф-редактор: Бондяева Наталья Борисовна                                                           | - | Газета финансируется из областного бюджета. |
| 20. | Здоровье Вологодчины (ЗАО «Торговый Дом ТАТ», Ассоциация врачей Череповца)                                                                                     | Главный редактор: Билева Елена Михайловна                                                          | Периодичность выхода журнала: 6-7 раз в год. Объём: 28 полос (А4). Тираж — 4000 экземпляров: 2000 экземпляров — подписчики «Голоса Череповца», 500 — городские библиотеки, учреждения, общественные организации, 100 — Областной Центр медицинской профилактики, 1400 — розничная продажа. Аудитория: 2/3 — женщины от 30 до 65 лет.                                                      | Финансируется из бюджета г. Череповца. Примерная стоимость годового выпуска журнала: 496000 руб. 17 ноября 2011 года журнал получил третье место в номинации «Лучший медиа-проект» конкурса «Здоровая Россия». |
| 21. | Здоровье вологжан (ООО «Исток») | -                                                                                                  | - | - |
| 22. | Поварешка (ООО «Северо-Западные медиа») | Редактор: Литвинова Елена Леонидовна                                                               | Территория распространения: РФ. Периодичность выхода: 1 раз в месяц. Тема: кулинария. Содержание рекламы до 40 %. | - |
| 23. | Спецтехника и строительство (ООО «ВОЛТИС») | Главный редактор: Трофимов Ю. А.                                                                   | Территория распространения — РФ | - |
| 24. | Самое лучшее. Сканворды — приложение к газете «Самое лучшее» (ООО «Северо-Западные медиа»)                                                                     | Редактор: Литвинова Елена Леонидовна                                                               | Территория распространения: РФ. Тираж: 45000 экз. Объём: 24 полосы, цвет, ч/б. Выходит еженедельно. Аудитория: преимущественно женская. | - |
| 25. | Самое лучшее. Лунный календарь — приложение к газете «Самое лучшее» (ООО «Премьер-Информ»)                                                                     | Редактор: Литвинова Елена Леонидовна                                                               | Территория распространения: РФ и СНГ. Тираж: 45000 экз. Объём: 24 полосы, цвет, ч/б. Выходит еженедельно. Аудитория: преимущественно женская. | - |
| 26. | Самое лучшее. Гороскоп — приложение к газете «Самое лучшее» (ООО «Северо-Западные медиа»)                                                                      | Редактор: Литвинова Елена Леонидовна                                                               | Территория распространения: РФ и СНГ. Тираж: 45000 экз. Объём: 24 полосы, цвет, ч/б. Выходит еженедельно. Аудитория: преимущественно женская. | - |
| 27. | Клубничка интернэшнл (Флягин Алексей Владимирович, Владыкин Руслан Владимирович)                                                                               | Главный редактор: Флягин Алексей Владимирович                                                      | Территория распространения: РФ, СНГ, зарубежные страны. Периодичность выхода: 1 раз в неделю. | - |
| 28. | Земляничка (Авдуевский Алексей Юрьевич, Красовский Михаил Михайлович)                                                                                          | Редактор: Громская-Сторжук Татьяна                                                                 | Территория распространения: РФ. Тираж: 32000 экз. Объём: 24 полосы, цвет, ч/б. Выходит еженедельно. | Один из учредителей газеты Михаил Красовский был убит 5 ноября 2008 года. |
| 29. | Благовестник (Православная религиозная организация Вологодская Епархия Русской Православной Церкви)                                                            | Редактор: Сальников Андрей Константинович.                                                         | Объём: 56 полосы формата 60х84/8, цвет, ч/б. Выходит 4 раза в год. | Издатель: Архиерейское Покровское подворье. В 1993—2011 годы выходил как епархиальная газета. |
| 30. | Вологодский лад (АУ ВО «Вологодский областной информационный центр»)                                                                                           | Редактор: Сальников Андрей Константинович                                                          | Литературно-художественный журнал | Первое название — «Лад». Под таким названием журнал издавался до 1996 года. На издание обновлённого «Вологодского лада» в 2006-м году был выигран гранд от Правительства Вологодской области. |
| 31. | Деловой клуб (ООО "Журнал «Деловой клуб») | Генеральный директор: Расова Юлия Васильевна. Редактор: Ильичев Александр Борисович                | Периодичность выхода: 1 раз в месяц | В 2010 году журнал «Деловой клуб» закрылся. |
| 32. | Новый лесной журнал (ООО «РА „Медиа-Партнёр“») | -                                                                                                  | Языки: английский, русский. Выходит 1 раз в два месяца. Минимальный тираж: 1500 экземпляров. | - |
| 33. | Русский север (ООО «Гарант-пресса») | Главный редактор: Татьяна Гаранина                                                                 | Общественно-политический еженедельник. Объём: 28 полос (цвет — обложка, ч/б — внутри) Тираж: 20000 экз. | В 2008 году газету купил «Вологодский издательский центр». Предположительная сумма покупки составила 1,5 миллиона рублей. В мае 2009 года издатель газету Русский Север закрыл, ссылаясь на невыгодность издания газеты. |
| 34. | Огородные подсказки (Матвеичев Герольд Алексеевич) | Редактор: Матвеичев Герольд Алексеевич                                                             | Периодичность: 2 раза в месяц. Зона распространения: Санкт-Петербург, Ленинградская, Новгородская, Вологодская, Архангельская, Ярославская, Костромская, Ивановская, Кировская, Московская, Владимирская, Нижегородская и др. областях, а также в Республиках Карелия и Коми. Объём: 72 полосы. Тираж: 25-30 тыс. экземпляров. Тираж для Вологодской области составляет 8000 экземпляров. | Журнал издается с 1993 года. |
| 35. | Недвижимость и строительство. Регион (Общество с ограниченной ответственностью «Реклама-сервис»)                                                               | Главный редактор: Чуркин Александр Николаевич                                                      | Тираж: 5000 экз. Объём: 52 полосы, цвет., ч/б. | - |
| 37. | Fresh time (ИП Баскарева Т. А.) | Редактор: Крауклис Елена Валентиновна                                                              | Языки: английский, русский. Выходит: ежемесячно. Информационно-рекламное издание. Аудитория: 20-45 лет. Объём журнала — от 96 до 130 полноцветных страниц, формат А5+. Распространение журнала бесплатное. Тираж: 7000 экземпляров. | Издается с октября 2008 года. В 2010 году учредителю журнала было выдано предписание держаться в рамках русского литературного языка. Причиной к этому послужила публикация в февральском номере журнала под названием «Стервы играют в домино». Сотрудники УФАС посчитали, что слова «стерва» и «чуйка» не соответствуют общепринятым литературным нормам. В результате экспертизы эти слова были признаны старорусскими и находящимися «за пределами русского литературного языка». Однако редактор Елена Крауклис возразила, что эти слова были вырваны из контекста, а значит, трактовать их можно по-разному. |
| 38. | Защита (Вологодская территориальная (областная) общественная организация Профсоюза работников народного образования и науки Российской Федерации)              | Редактор: Павлушкова Светлана Вадимовна                                                            | Выходит ежемесячно. | - |
| 39. | Наш регион плюс (Смирнов Михаил Михайлович) | Редактор: Смирнова Анна Владимировна                                                               | Территория распространения: Вологодская и Архангельская область | Газета была закрыта в 2006 году после февральского скандала, спровоцированного публикацией карикатур на пророка Мухамеда. Редактору газеты Анне Смирновой грозил штраф в размере 100000 рублей (в пользу государства) и компенсация морального вреда председателю общественной организации «Мусульмане города Вологды» Равилю Мустафину в размере 1000000 рублей. Однако в итоге с Анны Смирновой были сняты все обвинения. 7 июля 2006 года Анна Смирнова была награждена на премии «Медиа-менеджер России — 2006» в номинации «За верность профессии, беспристрастность и объективность». Премия был учреждена Росбалтом и Союзом журналистов России. 4 декабря 2006 года Анна Смирнова была отстранена от руководства Вологодским отделением «Медиасоюза». Сама Смирнова тогда связала своё увольнение с опубликованными в начале года карикатурами на пророка Мухамеда. |
| 40. | Октябрьский мост (Кайда Сергей Евгеньевич, Лесников Александр Владимирович, Цветков Олег Геннадьевич)                                                          | Главный редактор: Васильев Е. А.                                                                   | Общественно-политическое издание: политика, криминал, развлекательные материалы. Реклама до 40 %. Тираж: 1000 экземпляров. Газета выходит 2 раза в неделю. | Издается с 24 декабря 2002 года. |
| 41. | Вологодская неделя (ИНП «Фест») | Главный редактор: Прилежаева Татьяна Юрьевна                                                       | Тираж: 107000 экземпляров. Распространение бесплатное. Формат: А3. Объём: 16 полос. | Предположительно, в настоящее время газета не издается. Последнее обновление на сайте самой тиражируемой газеты Вологодской области было в 2010 году. А по запросу «Вологодская неделя» в реестре лицензий, выданных Роскомнадзором, сайт ведомства не выдает никаких результатов. |
| 42. | Стройка. Северный выпуск (ООО "Агентство региональной рекламы)                                                                                                 | -                                                                                                  | Регион распространения: Вологодская, Архангельская области и Республика Коми. Выходит 2 раза в месяц. Тематика: строительство. Распространение бесплатное. Объём: 50 полос. Тираж: 6000 экз. | - |
| 43. | Моя реклама. Вологда (ООО «Новый мир») | Главный редактор: Чепиленко Татьяна                                                                | Тираж: 118000 экз. (9000 — на рекламных стойках, 1400 — в офисах организаций, остальной тираж распространяется по почтовым ящикам). Выходит каждый понедельник. Объём 24 (20+4)/28 (20+8) полос полноцветной и черно-белой рекламы. | - |
| 44. | Пятницкий бульвар (ООО "Центр краеведческих исследований «Пава»)                                                                                               | -                                                                                                  | Периодичность: 1 раз в 2 месяца. Реклама до 40 %. | Историко-краеведческий журнал. 2002—2009 гг. — издателем журнала «Пятницкий бульвар» был Быков Александр Владимирович. 2003—2005(2006) гг. шеф-редактором журнала был Кудрявцев Владимир Валентинович. И в 2004 году «Пятницкий бульвар» был признан победителем в номинации «Профессиональный проект» конкурса «Журналистика. Культура. Общество». После этого журнал вошёл в пятерку лучших региональных изданий. |
| 45. | Настоящий Вологодский продукт (ООО «Вологодский мясной рядъ», ГУ «Вологодский областной центр контроля качества»)                                              | -                                                                                                  | - | - |
| 46. | Вологодский областной журнал «Русский Север»(ООО "Рекламное агентство «Русский север»)                                                                         | -                                                                                                  | - | - |
| 47. | Mix (Соединение) (ООО «Кортес») | -                                                                                                  | Информационно-развлекательный журнал. Выходит ежемесячно. Объём: 56 полос (полноцвет). Тираж: 10000 экз. Распространение бесплатное. | - |
| 48. | Вологодская коммунальная газета (НП «Аналитический центр) | Выпускающий редактор: Алексей Богомолов                                                            | Тираж: 22000 экз. Распространение бесплатное. | - |

### Интернет-СМИ
| №  | Название (учредитель) | Сотрудники редакции | Характеристики | Дополнительно |
| -- | --- | --- | --- | --- |
| 1. | Информационное агентство Вологодской области «Вологда Регион» (Учредитель АУ ВО «Вологодский областной информационный центр») | Директор ВОИЦ: Кузьминская Надежда Александровна. Главный редактор: Погодин Дмитрий Владимирович                                                   | Первое мультимедийное информационное агентство Вологодской области. Адрес в сети: www.vologdaregion.ru E-mail: info@vologdaregion.ru | ИА «Вологда Регион» — мультимедийное региональное информационное агентство. Наша цель — оперативно, взвешенно и объективно подавать информацию. ИА «Вологда Регион» делает ставку на формирование собственной информационной повестки дня. Мы освещаем все значимые, актуальные и интересные события в жизни Вологодской области, городов и районов области. Кроме того, мы отслеживаем, как события федерального уровня отражаются на ситуации в регионе и на его жителях. Мультимедийный контент — информационная лента, видео, специальные репортажи, аналитические статьи, актуальные интервью, фоторепортажи и спецпроекты — позволит каждому пользователю выбрать наиболее подходящую линейку информационных продуктов. Пресс-центр информационного агентства оснащен самой современной аппаратурой, позволяет проводить пресс-конференции, «круглые столы», обеспечивать прямые видеотрансляции и видеоконференцсвязь. Информационное агентство «Вологда Регион» открыто к сотрудничеству с российскими и региональными организациями и готово обеспечить медийное сопровождение событий, происходящих в Вологодской области. Основано: 10 ноября 2014 года. |
| 2. | Культура в Вологодской области (Учредитель БУ ВО «Туристско-информационный центр»)                                            | Главный редактор: Легчанова Елена Григорьевна | Адрес в сети: http://www.cultinfo.ru. Языки: русский, английский                                                                     | Портал «Культура в Вологодской области» — масштабный ежедневно обновляемый информационный ресурс. Портал содержит информацию об учреждениях культуры, творческих проектах, знаменитых вологжанах, историко-культурном наследии региона, а также новостные репортажи и анонсы мероприятий, интервью, афишу учреждений культуры и многое другое. |
| 3. | NEWSVO.RU | Главный редактор: Р. Л. Романенко. | Адрес в сети: http://newsvo.ru | Учредитель: ИП Р. Л. Романенко. Периодичность: ежедневно, круглосуточно, бесплатно Адрес издателя: Вологда, ул. Козленская, 35, оф. 410. Телефон:+7 (812) 75-21-14. |
| 4. | Федеральное информационное агентство «СеверИнформ»                                                                            | Главный редактор: Гробовиков Игорь Владимирович | Адрес в сети: http://www.severinform.ru/                                                                                             | Входит в Информационный холдинг «Севергазмедиа». Создано в 1999 году. Имеет партнёрские отношения с ИА «REGNUM» и корреспондентские пункты в 11 регионах Северо-запада России. По данным статистических сервисов «Liveinternet» и «Openstat», с большим отрывом лидирует среди Интернет-изданий Вологодской области. Публикации агентства являются одним из главных источников информации для большинства СМИ региона и зачастую формируют представление о ситуации на Вологодчине для центральных изданий. По оценкам экспертов, ИА «СеверИнформ» остаётся одним из немногих независимых средств массовой информации в области, что позволяет редакции объективно и оперативно освещать политическую и социально-экономическую жизнь региона. |
| 5. | СеверИнфо (Смирнова Анна Владимировна)                                                                                        | Генеральный директор: Смирнова Анна Владимировна Редактор: Гусев Алексей Геннадьевич Журналисты: Алексей Смирнов, Зоя Удорская, Анастасия Пигулина | Адрес в сети: http://www.severinfo.ru                                                                                                | Имеется круглосуточная интернет-радиостанция, транслирующая музыку и новости. |
| 6. | Наш регион (Смирнова Анна Владимировна)                                                                                       | Главный редактор: Анна Смирнова | - | - |
| 7. | Региональный информационно-новостной портал «Новости35» (ООО «Научный центр изучения социально-экономических конфликтов»)     | Редактор: Кулепова Наталья Сергеевна | Адрес в сети: http://novosti35.ru/                                                                                                   | Новости35 — это новый для Вологодской области проект, который позволяет каждому жителю внести свой вклад в успех и развитие области. В наше время каждый занят своими делами, проблемами и подавлен отсутствием позитивных новостей в СМИ. Из-за большого объёма информационного мусора мы забываем, что мир может быть добрым, дружелюбным и каждый человек может внести свой вклад в общество, в котором он живёт, и сделать его лучше. Этот проект для тех, кто видит в каждом событии что-то хорошее. Вы можете стать репортером и поделиться со всей областью позитивными новостями и фотографиями своего края, а также рассказать о предстоящих мероприятиях и найти единомышленников по интересам. Обратите внимание на хорошее, делайте что-то хорошее и Ваш мир и жизнь станут лучше! Проект стартовал 1 апреля 2014 года. На данный момент включает в себя разделы «Афиша», «Гид по местам», фото-, видеорепортажи и др. |
| 8. | Wobla.ru (Дьяконов Сергей Александрович)                                                                                      | Главный редактор: Дьяконов Сергей | Адрес в сети: https://wobla.ru/ | - |

## СМИ Вологды

### ТВ
| №  | Название (учредитель)                                 | Сотрудники редакции | Характеристики                                                                         | Дополнительно                                                                              |
| -- | ----------------------------------------------------- | ------------------- | -------------------------------------------------------------------------------------- | ------------------------------------------------------------------------------------------ |
| 1. | Телекомпания «Вологодские узоры»/ТНТ (ООО «К-Вектор») | -                   | Канал вещания: 21 (дециметровый). Аудитория: 18-45 лет (женщин — 55 %, мужчин — 45 %). | Ноябрь 2009-март 2011 г — главным редактором канала являлся Мокиевский Евгений Васильевич. |

### Радио
| №  | Название                                                     | Сотрудники редакции | Характеристики                                                                            | Дополнительно |
| -- | ------------------------------------------------------------ | --- | ----------------------------------------------------------------------------------------- | --- |
| 1. | Новое радио - Вологда (ООО «Медиа-Центр»)                    | Программный директор Ольга Марина, редактор новостей Александр Алпатов | - Частота вещания 95,5 Fm                                                                 | - старт 18 ноября 2019 года |
| 2. | Русское радио — Вологда (ООО "Русское радио — Вологда)       | Генеральный директор: Соловьев Василий Леонидович. Музыкальный редактор: Лазарев Марк Викторович. Ведущие: Анна Азовская. Редактор информационных программ: Елена Золотова. | Территория распространения: Вологда и ближайшие населенные пункты. Частота: 104.9 Fm.     | |
| 3. | Радио М-Вологда (ЗАО "Промышленно-торговая группа «Держава») | - | -                                                                                         | - |
| 4. | Местное радио Вологда (ООО «Форвард медиа»)                  | - | -                                                                                         | - |
| 5. | Народное радио (ООО «Вологда-Медиа»)                         | - | Частота вещания: 70,04 МГц                                                                | - |
| 6. | Комсомольская правда — Вологда/КП-Вологда (ООО «СГМедиа»)    | - | -                                                                                         | Входит в холдинг ООО «Севергазмедиа». |
| 7  | DFM-Вологда (ООО «Регион 35.РУ»)                             | Главный редактор: Арсеньева Юлия Марковна | Частота вещания: 103.2 Fm                                                                 | - |
| 8  | Эхо Вологды (ООО "Компания «Эхо Вологды»)                    | Директор: Свитин Александр Александрович | Вещание круглосуточное. Частота вещания: 105.7 Fm. Возраст основной аудитории: 25-60 лет. | Первый эфир состоялся в 2000 году. Позднее редакторами были журналисты Сергей Расов (ныне работает в другом регионе) и Алексей Гусев, последний создал первый Интернет-сайт радиостанции, являлся редактором и автором «прямых эфиров», передач и создателем программы «Открытый доступ» (выходит каждую пятницу и сейчас, но в другом формате и с новыми ведущими). С 2006 года гостями «ОД» были известные политики, чиновники, предприниматели, журналисты Вологодской области, а также гости из Москвы. В 2011 году руководство «Эхо Вологды» было привлечено к административной ответственности. В результате мониторинга эфира радиостанции Роскомнадзором было установлено, что в объём вещания в неделю составляет лишь 2 часа 15 минут, а вместо установленных условиями лицензии 17 часов. Ещё одно выявленное нарушение касалось позиционирования радиостанции. В эфире заявлялось «Эхо твоего города» вместе с «Радио Эхо Москвы» или «Эхом Москвы в Вологде». Штраф за нарушение руководству радиостанции составил 500 рублей. В свою очередь руководство Эхо Вологда подало прошение об уменьшении ранее заявленного времени для общественно-политического вещания до 10 часов. |
| 9  | Радио для авто (ООО «РРВ-РЕКЛАМА»)                           | Ген. директор: Соловьев Василий Леонидович | Вещает на волне Авторадио-Вологда — 106.1 Fm                                              | - |
| 10 | Авторадио-Вологда (ООО «РРВ-РЕКЛАМА»)                        | Ген. директор: Соловьев Василий Леонидович | Вещает на волне 106.1 Fm                                                                  | Начало вещания: 1 июля 2010 г. |

### Печатные издания
| №   | Название (учредитель) | Сотрудники редакции                                                                                               | Характеристики | Дополнительно |
| --- | --- | --- | --- | --- |
| 1.  | Антенна-Телесемь. Вологда (ЗАО «ИнтерМедиаГруп»)                                                                                  | Генеральный директор: Бурцев Валерий Михайлович. Редактор: Чуркин Эдуард Николаевич                               | Информационно-развлекательное издание. Выходит еженедельно. Формат: А4. Тираж: 14400 экземпляров. | Первый номер вышел 5 марта 2008 года. В поддержку нового издания проводилась пиар-кампания (27 февраля-19 марта 2008 г.): задействовано ТВ (Первый канал, Россия, ТВ-7), радио (Русское радио, Премьер), видеореклама в троллейбусах Вологды, баннер в стартовой заставке "Городской информационной системы. |
| 2.  | Вологодские новости (Администрация г. Вологда)                                                                                    | Директор издательского центра: Воробьева Елена Ивановна. Редактор: Загоскин Владимир Владимирович                 | Общественно-политическое еженедельное издание. Тираж: 2000 экз. Объём: 24 полосы. | В 2006 году финансирование газеты было сокращено на 1 миллион рублей и составило 3 миллиона. |
| 3.  | Наша Вологда (ООО "Издание) | Главный редактор: Черняткин Александр Васильевич                                                                  | Еженедельное информационное издание. Тираж: 50 000 экземпляров. Объем: 16 полосы (А3). | В декабре 2008 года в Интернете появилась информация о смене собственника газеты «Наша Вологда». |
| 4.  | За рулем-регион. Вологда (ОАО «За рулем»)                                                                                         | - | Периодичность выхода: 1 раз в неделю. | - |
| 5.  | Адресно-телефонный справочник Алло Вологда (ЗАО «Евро-адрес»)                                                                     | - | Распространяется бесплатно. Формат: А5. | - |
| 6.  | Бюро вакансий. Вологда. (ООО "КС-маркет)                                                                                          | - | - | - |
| 7.  | Навигатор-Вологда (ООО «Навигатор-Вологда»)                                                                                       | - | - | - |
| 8.  | Вологда ПульсАвто (ООО «Пресса»)                                                                                                  | - | Рекламно-информационный еженедельник. Распространение бесплатное через фирменные стойки и по предприятиям. Тираж: 30000 экз. Объём: 12 полос. | - |
| 9.  | Новая Вологда (ИП Нощенко Вера Ивановна)                                                                                          | - | - | - |
| 10. | Попутчик-Вологда (Общество с ограниченной ответственностью «Никарт»)                                                              | - | - | - |
| 11. | Максимум Вологда (Автономная некоммерческая организация «Молодёжный центр»)                                                       | - | - | - |
| 12. | Жизнь. Вологда. (ОАО "Ньюс медиа)                                                                                                 | - | Тематика: светская жизнь. Тираж: 12500 экземпляров. Объём: 24 полосы. | - |
| 13. | Вологда. Официальный путеводитель по городу/Vologda The official city guide (ООО «РИАЛ»)                                          | - | Языки: русский, английский, немецкий, французский, финский. Территория распространения: республика Карелия, Архангельская, Вологодская, Калининградская, Ленинградская, Мурманская, Новгородская, Псковская области, г. Санкт-Петербург. Содержит информацию об объектах туристической инфраструктуры (учреждения культуры и отдыха, транспорт, отели, магазины) и о событиях, интересных гостям города. | В Вологде издается с 2009 года. |
| 14. | Идея-РАНДЕВУ (ИП Перетягина Мария Владимировна)                                                                                   | Выпускающий редактор: Морданова Татьяна                                                                           | Аудитория: руководители, творческая и техническая интеллигенция, деловые люди, студенты, домохозяйки. Тираж: 5500 экз. Формат: А5. Выходит ежемесячно. Рекламное издание. | Журнал издается с мая 2006 года. Издание Идея-РАНДЕВУ с 2008 года проводит ежегодную премию «Человек года». Её инициатором стала учредитель журнала Мария Перетягина. |
| 15. | Премьер — новости за неделю (ООО «Северо-западные медиа»)                                                                         | Главный редактор: Кудряшов Алексей Анатольевич                                                                    | Периодичность выхода: 1 раз в неделю. Тираж: 15000 экземпляров. Объём: 48-52 полосы. | Газета выходит с сентября 1997 года. 2006 год — газета «Премьер — новости за неделю» отмечена дипломом лауреата Национальной премии «Золотой Лотос». В 2009 году коллектив газеты был отмечен вторым местом на конкурсе по освещению деятельности ООО «Вологдарегионгаз».                                    |
| 16. | Гражданское содружество (АНО «Молодёжный центр»; Региональная общественная организация «Общественная палата Вологодской области») | Редактор: Капралова Анастасия Евгеньевна                                                                          | Общественная газета Вологодской области. Распространяется бесплатно. Тираж: 3000 экз. Объём — 8 полос. | Издатель: НКО «Фонд поддержки гражданских инициатив». Газета издается с 2006 года. |
| 17. | Профсоюзная газета. (НОУ ВОФП "Редакция еженедельника «Профсоюзная газета»)                                                       | Главный редактор: Соколова Светлана Ивановна                                                                      | - | - |
| 18. | ГородокЪ + (ООО «Городок») | Главный редактор: Тихомиров А. С.                                                                                 | Рекламно-информационное издание. Выходит еженедельно, распространяется бесплатно. Тираж: 154000 экз. Объём: 92 полосы (цвет/ч. б). | Первый номер вышел 22 сентября 1995 года тиражом в 90000 экз. |
| 19. | ГородокЪ +. Срочно в номер (ООО «Городок»)                                                                                        | Главный редактор: Тихомиров А. С.                                                                                 | Рекламно-информационное издание. Выходит еженедельно, распространяется бесплатно. Тираж: 117000 экз. Объём: 16 полос (цвет/ч. б). | Первый номер вышел в 2011 году. |
| 20. | Вологодский подшипник (Вологодский подшипниковый завод)                                                                           | Редактор: Шестакова Надежда Николаевна                                                                            | Корпоративное издание | В этой газете в 1988 году свою журналистскую карьеру начинал Алексей Канаев (в будущем гендиректор Канала12, ТВ7, радио Трансмит, ныне депутат Законодательного собрания Вологодской области). |
| 21. | Товары и услуги на Вологодчине (ООО «Эльтон»)                                                                                     | - | Тираж: 50000 экз. Объём: 16 полос. Распространение по фирмам еженедельно. | - |
| 22. | Северное эхо | редакторами были А. А. Тропин, И. П. Пошешулин, Ф. Д. Никулин, издателями И. П. Пошешулин, затем Е. В. Пошешулина | | 1913—1918 |

### Интернет-СМИ
| №  | Название (учредитель)         | Сотрудники редакции | Характеристики                                                     | Дополнительно |
| -- | ----------------------------- | ------------------- | ------------------------------------------------------------------ | --- |
| 1. | Вологда.ру (ООО «Вологда.ру») | -                   | Адрес в сети: www.wologda.ru Информационно-развлекательный портал. | С 2004 по 2007 год — компания ООО «Вологда.ру» занималась созданием сайтов. После этого было решено развивать собственный интернет-ресурс. Уже 15 ноября 2008 года жители Вологды смогли опробовать beta-версию портала Вологда.ру. |

## СМИ Череповца

### Интернет-СМИ
| №  | Название (учредитель)                                                                                    | Сотрудники редакции                                                                | Характеристики                                                   | Дополнительно |
| -- | --- | ---------------------------------------------------------------------------------- | ---------------------------------------------------------------- | --- |
| 1. | Cherinfo.ru — Информационное мониторинговое агентство «Череповец» (Мэрия Череповца, МКУ ИМА «Череповец») | Директор: Якунин Алексей Брониславович Редактор сайта: Ненастьев Андрей Николаевич | Адрес в сети: www.cherinfo.ru Официальный информационный портал. | Муниципальное казенное учреждение Информационное мониторинговое агентство «Череповец» (МКУ ИМА «Череповец») учреждено в декабре 2006 года. Это универсальное, многопрофильное предприятие, включающее в себя ряд подразделений, каждое из которых имеет свои производственные цели и задачи, но все службы взаимосвязаны и объединены общей инфраструктурой.http://www.cherinfo.ru/2 |

### ТВ
| №  | Название (учредитель)                          | Сотрудники редакции | Характеристики                                                               | Дополнительно |
| -- | ---------------------------------------------- | --- | ---------------------------------------------------------------------------- | --- |
| 1. | Телестанция Канал 12 (ООО «Медиа-центр»)       | Директор дирекции информации: Толовикова Ирина Викторовна Выпускающие редакторы: Екатерина Машковская, Евгений Мокиевский, Рафиг Исаев, Виктория Пименова Журналисты: Алена Смирнова, Михаил Кузнецов, Елена Федотова, Ирина Волынская, Елена Дегтяренко, Павел Панов, Владимир Сентябрев | Вещание круглосуточное.                                                      | Выходит в эфир с декабря 1991 года. С 11 февраля 2008 года телеканал перешёл на собственное программирование. До этого сетевым партнёром «Канала-12» с 1995 года был канал «ТВ-6», а с 2002 телеканал «СТС». |
| 2. | Телекомпания Провинция-медиа (ОАО «Провинция») | - | Аудитория: 30-45 лет. Преимущественно мужчины. Есть вещание на Великий Устюг | Сетевым партнёром был телеканал РЕН ТВ |
| 3. | Открытый канал (ООО «Открытый канал»)          | Директор: Мотыльков Андрей Викторович | Канал вещания: 43 (дециметровый).                                            | Сетевым партнёрами канала является «ТНТ». Вещание канала началось в 2000 году. |

### Радио
| №  | Название (учредитель)                                                      | Сотрудники редакции                      | Характеристики | Дополнительно |
| -- | -------------------------------------------------------------------------- | ---------------------------------------- | --- | --- |
| 1. | Радио Череповца (МКУ "Информационное мониторинговое агентство «Череповец») | Редактор: Шастапалова Евгения Валерьевна | Производство новостей и радиопрограмм на волнах FM радиостанций Череповца: «Дорожное радио» (103.9 МГц); «Ретро ФМ» (103,0 МГц); «Европа плюс» (101,6 МГц); «Авторадио» (101,2 МГц) | С 2008 г. Радио Череповца производит уникальный проект «Радиоприемная мэра Череповца» http://www.cherinfo.ru/186 |

### Печатные издания
| №   | Название (учредитель)                                                                                      | Сотрудники редакции | Характеристики | Дополнительно |
| --- | --- | --- | --- | --- |
| 1.  | Всё35 (Смирнов А. Н.)                                                                                      | Редактор: Смирнов А. Н. | Тираж: 100000 экземпляров. Объём: 8 полос (А3). Распространение бесплатное.                                                                   | Выходит с 13 июня 2011 года. |
| 2.  | Антенна-Телесемь. Череповец (ЗАО «ИнтерМедиаГруп»)                                                         | Генеральный директор: Бурцев Валерий Михайлович. Редактор: Чуркин Эдуард Николаевич. | Информационно-развлекательное издание. Выходит еженедельно. Формат: А4. Тираж: 18100 экземпляров. Объём: 68 полос                             | В Череповце выходит с 27 сентября 2006 года. Первый тираж издания был всего 7 тысяч экземпляров. В поддержку телегида была проведена рекламная кампания (1 сентября-12 октября 2006 г.). Были задействованы телеканалы: СТС (Канал-12) и ТНТ (Открытый канал ТНТ). На центральных улицах были размещены рекламные щиты. А в исторической части города реклама была размещена на пилларсах. Дополнительно к этому использовались маршрутные текси световые коробы для обычных такси. |
| 3.  | За рулем-регион. Череповец (ОАО «За рулем»)                                                                | - | Периодичность выхода: 1 раз в неделю. | - |
| 4.  | Самый модный журнал Сезон (ООО "Рекламно-производственный центр «Фолиант-Экспресс»)                        | Генеральный директор: Павлова Лариса Николаевна. Главный редактор: Вера Кардапольцева Руководитель в Вологде: Наталья Разгулова Авторы: Вера Страхова, Юлия Шоломицкая, Ирина Луссе, Арина Перец, Любовь Кузнецова, Елена Илюхина, Анна Красушкина, Вера Кошкина | Периодичность выхода: 6 раз в год. Распространяется в Череповце и Вологде. Тираж: 5000 экземпляров (А4). Объём: более 100 полос.              | Выходит с 2007 года. |
| 5.  | Городок-max (ООО «Сельхозресурс»)                                                                          | - | Еженедельное рекламно-информационное издание. Распространяется бесплатно. Тираж: 220000 экз. Объём: 16 полос.                                 | Выходит с 2002 года. |
| 6.  | Городок (Шестаков Владимир Витальевич)                                                                     | - | - | - |
| 7.  | Вкус жизни. Череповец (ИП Иванова Наталия Николаевна)                                                      | Главный редактор: Иванова Наталия Николаевна | Рекламно-информационное издание. Тираж: 5000 экз. Периодичность выхода: 1 раз в две недели. Объём: 12 полос (ч/б).                            | - |
| 8.  | Вестник Череповецкого государственного университета (ФБГОУ ВПО «Череповецкий государственный университет») | Главный редактор: Шестаков Николай Иванович. Заместители главного редактора: Чернов Александр Валентинович, Плашенков Валерий Владимирович, Маралов Владимир Георгиевич, Гарбер Эдуард Александрович Редактор: Бачурина Надежда Александровна.                   | Научный журнал. Выходит не менее 4-х раз в год (март, июнь, сентябрь, декабрь).                                                               | - |
| 9.  | Череповецкая истина (ООО «Интеко-Агро-Холдинг»)                                                            | Главный редактор: Олег Цветков | Выходит 1 раз в 2 недели. Тираж: 10000 экземпляров.                                                                                           | Газета выходит с 24 сентября. Первые четыре номера вышли тиражом по 999 экз. каждый. После чего была выдана лицензия, которая позволяла увеличить тираж издания. |
| 10. | Череповецкий азотчик (ОАО «Череповецкий Азот»)                                                             | Главный редактор: Широглазова Ольга Александровна | Корпоративное издание предприятия «Череповецкий Азот».                                                                                        | - |
| 11. | Череповец: газета выходного дня (ИП Кайда Сергей Евгеньевич)                                               | - | Распространяется в Череповце и Череповецком районе                                                                                            | - |
| 12. | Спутник — Череповец (ИП Алексеев Сергей Константинович)                                                    | - | Рекламно-информационное издание. Выходит еженедельно. Тираж: 16000 экз. Объём: 90-100 полос. Распространение: Череповец и Череповецкий район. | - |
| 13. | Разъ в неделю — Череповец (Кудрявцева Марина Евгеньевна; Михайлова Татьяна Владимировна)                   | Главный редактор: Кудрявцева Марина Евгеньевна | Рекламное издание. Тираж: 110000 экз. Распространяется бесплатно в Череповце, Череповецком районе, пос. Тоншалово                             | Выходит в Череповце с 20 сентября 1996 года. |
| 14. | Моя Покупка. Череповец (ИП Парфенова Анна Александровна)                                                   | Главный редактор: Парфёнов Антон Александрович | Тираж: 5000 экз. Распространение бесплатное.                                                                                                  | Выходит с июня 2010 года. |
| 15. | Речь (ООО «Медиа-центр»)                                                                                   | Главный редактор: Бегляк Елена Витальевна. | Выходит 5 раз в неделю. | Газета выпускается с 1918 года. Входит в холдинг ООО «Медиа-центр». |
| 16. | Голос Череповца (ООО «Медиа-центр»)                                                                        | Главный редактор: Бегляк Елена Витальевна. Заместитель главного редактора: Билева (Жиборт) Елена Корреспонденты: Татьяна Жмайло, Татьяна Тихонова, Наталья Демченко, Марина Алексеева, Алексей Кикаевский, Светлана Доронина                                     | Общественно-политическое издание. Выходит еженедельно. Примерный тираж: 20000 экз (А3). Объём: 64 полосы (включая ТВ-программу).              | Газета выпускается с 1912 года. Выпуск был возобновлен в 1994 году. Входит в холдинг ООО «Медиа-центр». |
| 17. | Курьер (ООО «Медиа-центр»)                                                                                 | Главный редактор: Бегляк Елена Витальевна | Выходит еженедельно. | Выходит с 1990 года. До 2008 года распространялась в Череповце, Вологде и 24 районах области. В те времена тираж газеты составлял 50-60 тыс. экземпляров. Объём старого варианта «Курьера» был — 28 полос формата А3. Входит в холдинг ООО «Медиа-центр». |
| 18. | Все и сразу (ООО "Издательский дом «Череповецъ»)                                                           | - | Еженедельное рекламно-информационное издание. Формат: А3. Тираж: 33000 экз. Объём: 16 полос.                                                  | Входит в холдинг ООО «Медиа-центр». |
| 19. | Глянец. Люди. События. Город (ООО «Реклама -сервис»)                                                       | Директор: Валерий Бурцев. Главный редактор: Елена Боронина | Тираж: 5000 экз. | Первым редактором журнала была Полина Виленская |
| 20. | Химик (ОАО «Аммофос»)                                                                                      | Редактор: Ярош Ольга Авенировна | Корпоративное издание. Распространяется только на заводе. Однако жители Череповца могут приобрести газету в киосках.                          | - |
| 21. | Северсталь. Российская сталь (ОАО «Северсталь»)                                                            | - | - | - |
| 22. | Северсталь-Метиз (ОАО «Северсталь-Метиз»)                                                                  | - | - | - |
| 23. | Шексна (Добряков Сергей Николаевич)                                                                        | Главный редактор: Парфёнов Антон Александрович | Тираж: 12000 экз. | В 2010 году вологодские СМИ сообщили о реализации имущества должников по излишне заниженным ценам. В подобных делах часто фигурировало имя череповецкого предпринимателя Сергея Добрякова. Он являлся представителем фирмы, которая занималась продажей арестованного имущества. А впоследствии стал учредителем другой компании, которая занималась тем же самым. Поскольку информацию о продажах имущества должников должна быть опубликована (этого требует закон), все необходимые объявления печатались в газете «Шексна». Однако газета, по всей видимости, нигде не распространялась. Со слов исполнительного директора «Роспечати» Николая Буракова, о газете «Шексна» он никогда не слышал. |
| 24. | Торговая площадь. Череповец (ООО "Студия рекламы «Автограф»)                                               | Редактор: Воронцов А. М. | Тираж: 30000 экземпляров. Объём: 16 полос. Распространяется в Череповце, Вологде, Шексне, Кадуе, Белозерске, Устюжне.                         | - |
| 25. | Бизнес-информ (ООО «Бизнес консультационная група»)                                                        | Главный редактор: Цветкова Елена Николаевна Заместитель главного редактора: Елена Рязанова | Тираж: 30000 экземпляров. Выходит еженедельно. Объём: 8 полос.                                                                                | Газета выходит с 12 февраля 1997 года. |
| 26. | про Недвижимость 35 (ИП Красильникова Ольга Александровна)                                                 | Редактор: Кирилл Кузьмицкий | Аудитория: мужчины и женщины от 25 до 55 лет, работающие со средним или высоким доходом. Выходит еженедельно. Объём: 8 полос.                 | - |
| 27. | Дорога к дому (Благотворительный фонд «Дорога к дому»)                                                     | Редактор: Сазонова Валентина Юрьевна | Выходит ежемесячно. Распространяется бесплатно. Объём: 8 полос. Тираж: 20000 экз.                                                             | - |
| 28. | Свадьба вашей мечты (Гаранина Наталья Витальевна)                                                          | Редактор и дизайнер: Гаранина Наталья Витальевна | Выходит два раза в год. Тираж: 5000 экземпляров.                                                                                              | - |
| 29. | New-Череповец (Кононов А. А.)                                                                              | Главный редактор: Кононов А. А. | Журнал выходит 4 раза в год. Распространяется бесплатно. Территория распространения: Череповец и Череповецкий район Тираж: 5000 экз.          | Выпускается с 2009 года. |
| 30. | Protector/Протектор                                                                                        | - | Газета выходит с 2006 года каждый второй понедельник. Тираж издания 14000 экземпляров. Распространяется бесплатно                             | - |

## СМИ районов

### ТВ
| №  | Название (учредитель)                                                                                       | Сотрудники редакции | Характеристики | Дополнительно |
| -- | --- | --- | --- | --- |
| 1. | Провинция-Восток (ОАО «Провинция»)                                                                          | Главный редактор и ведущий программы «Вечер со звездой»: Суранов Леонид Николаевич                                                                                                   | Территория вещания: Великий Устюг и Великоустюгский район Программы: Вечер со звездой                                    | - |
| 2. | Тотьма (Тотемский эксплуатационно-технический узел связи; ТОО «Тотьма»)                                     | - | Зона вещания: Тотьма | - |
| 3. | Телерадиокомпания «Кадуй» (Администрация Кадуйского района)                                                 | Леушева Светлана Николаевна — редактор, диктор, корреспондент Михаил Пономарев — оператор, корреспондент Сергей Сорокин — технический директор, звукооператор, компьютерный художник | - | - |
| 4. | Добрый вечер, Кадуй (ТОО фирма «Ривелс»)                                                                    | - | Территория вещания: пос. ГРЭС в п. Кадуй                                                                                 | - |
| 5. | ТВ-Сокол (ОАО «Телевидение Сокол»; Департамент печати и телерадиовещания администрации Вологодской области) | Генеральный директор ОАО «Телевидение Сокол» — Пекарский В. Ю. | Территория вещания: Сокол, Сокольский район. Потенциальная аудитория: 50 тыс. зрителей. Объём вещания: 63 часа в неделю. | Решение о строительстве городского передающего телевизионного центра и открытии при нём телевизионной студии было принято весной 1992 года. Сначала передачи выходили 4 раза в неделю по 4 часа в день. В 1996 году сетевым партнёром ТВ-Сокол стал канал СТС. С того времени эфирное время с 16.00 до 00.00 часов было отдано для использования местному телеканалу. |
| 6. | «ТТН»/«Тотемские телевизионные новости» (Тотемская районная администрация)                                  | - | - | - |
| 7. | Устюжна (Комитет по управлению имуществом администрации Устюженского района)                                | - | - | - |

### Радио
| №   | Название (учредитель) | Сотрудники редакции                                                                                    | Характеристики | Дополнительно |
| --- | --- | --- | --- | --- |
| 1.  | Тотьма и тотьмичи (Тотемская районная администрация) | - | - | - |
| 2.  | Говорит Красавино (МУ учреждение «Дом культуры и спорта г. Красавино»)                                                                                       | - | Территория вещания: Красавино (Великоустюгский район) | - |
| 3.  | Говорит Сокол (Администрация Сокольского района) | - | - | - |
| 4.  | Радио Сокол (АНО "Сокольская редакция радиовещания) | Главный редактор: Шадрунов Валерий Иванович Заместитель главного редактора: Ларионова Ольга Николаевна | Местные передачи выходят в 20.00 (по местному времени). Хронометраж: 60 минут с запасным вариантом — 14 часов. Территория вещания: более 40 км в радиусе. Объем вещания в неделю: 10 часов. Частота вещания: 107.9 Fm (Ретро FM). | Редакция была создана 30 ноября 1990 года. 3 января 1991 года жители города смогли услышать первую передачу. В 2009 году редактор молодёжных программ Сокольской редакции радиовещания Ольга Ларионова была награждена дипломом второй степени в номинации «Журналистский материал» на конкурсе для СМИ на лучшее освещение вопросов физической культуры и спорта, здорового образа жизни. |
| 5.  | Шексна-рекорд (ООО «Шексна-Рекорд») | Директор: Дмитроченко Григорий Владимирович Исполнительный директор: Сорокин Иван Александрович        | Территория вещания: пос. Шексна, Шекснинский район. Частота вещания: 105.8 Fm. | - |
| 6.  | Кирилловское радио(Администрация кирилловского района; Трудовой коллектив редакции газеты «Новая жизнь»)                                                     | - | Передачи ведутся 2 раза в неделю. | Существует с 1931 года. |
| 7.  | Радио Никольска (АНО "Редакция газеты «Авангард»; Департамент печати и телерадиовещания администрации Вологодской области; Администрация Никольского района) | - | Территория распространения: Никольский район | - |
| 8.  | Устюжна (Администрация Устюженского района) | - | Территория распространения: Устюженский район. | - |
| 9.  | Говорит Харовск (Администрация Харовского района) | - | - | - |
| 10. | Чагодощенское радио (АНО "Редакция газеты «Искра») | - | - | - |

### Печатные издания
| №   | Название (учредитель) | Сотрудники редакции | Характеристики | Дополнительно |
| --- | --- | --- | --- | --- |
| 1.  | Полезная газета. Тотьма (Пономарева С. А.)                                                                                | Главный редактор: Пономарева Светлана Александровна | Территория распространения: Тотьма | - |
| 2.  | Тотемские вести (АНО «Редакция газеты „Тотемские вести“»)                                                                 | Главный редактор: Белозеров А. Н. | Распространение в Тотьме и Тотемском районе. Выходит 2 раза в неделю (среда, суббота). Тираж: 3000 экз. Минимальный объём: 8 полос. | - |
| 3.  | Наша жизнь (Автономная некоммерческая организация «Редакционно-издательский комплекс „Наша жизнь“»)                       | Главный редактор: Вересов Леонид Геннадьевич Заместитель редактора: Морозов Сергей Анатольевич | Территория распространения: Бабаево и Бабаевский район. Тираж: 4300-4500 экземпляров. Выходит 3 раза в неделю. | Издается с 1 октября 1930 года под названием «Новый путь» 26 февраля 1963 года газета меняет название на «Ленинский путь». С 1 января 1991 года газета является общественно-политическим изданием и до конца года издается под своим названием. В новом 1992 году газета стала называться «Наша жизнь». Вплоть до 28 ноября 1992 года газета продолжает оставаться общественно-политическим изданием. А с 1 декабря и до настоящего времени она носит статус Бабаевской районной газеты. В 1996 году редактором газеты является Кононов Виктор Павлович. Благодаря ему газета выигрывает грант на приобретение компьютерной техники. Уже в 1997 году в редакции начинают печататься первые тексты при помощи компьютеров. Таким образом «Наша жизнь» одной из первых районных газет Вологодской области переходит на компьютерную верстку и офсетную печать. Редакторы газеты «Наша жизнь» 1. Бобров Игорь Константинович — 1 января 1992 г. — 26 декабря 1994 г. 2. Кононов Виктор Павлович — 26 декабря 1994 г. — 1 августа 1996 г. 3. Иванов Андрей Вилиорович — 1 августа 1996 г. — 3 ноября 1997 г. 4. Богданов Алексей Валерьевич — 3 ноября 1997 г. — 31 января 2005 г. 5. Вересов Леонид Геннадьевич — с 1 февраля 2005 г. по настоящее время. |
| 4.  | Знамя (АНО «Редакция газеты „Знамя“»)                                                                                     | Главный редактор: Бахарева Татьяна Анатольевна | Территория распространения: Бабушкинский район. Тираж: 1745 экз. Объем: 8 полос. Выходит 3 раза в неделю (вторник, четверг, суббота). | Газета издается с 10 ноября 1931 года. Изначально оно называлось «Большевистские темпы». На тот момент редакция газеты располагалась в селе Леденгском Леденгского района Северного края (с 23 июля 1937 года Северной области). 26 февраля 1941 года область была переименована в Вологодскую, а Леденгский район в Бабушкинский. С 1957 года сменилось и название газеты. Она стала называться «Знамя». В 1960-х гг. в газете впервые появились цветные надписи и заголовки. |
| 5.  | Советская мысль (АНО «Редакция газеты „Советская мысль“»)                                                                 | Главный редактор: Тельтевской Андрей Аркадьевич Зам. редактора: Александр Молёнов Корреспонденты: Красильников Николай Иванович                                                                                         | Территория распространения: Великоустюгский район. Тираж: 3200 экз. Объем: 8 полос (А3). Выходит 2 раза в неделю (среда, пятница). | Выпускается с 14 мая 1918 года. |
| 6.  | Уездные новости: реклама (ООО «Уездные новости»)                                                                          | Корреспонденты: Екатерина Миняева | Территория распространения: Великий Устюг и Великоустюгский район | - |
| 7.  | Устюжаночка (ООО «Устюжаночка»)                                                                                           | Главный редактор: Дресвянкин А. А. | Рекламно-информационное издание. Тираж: 4500 экземпляров (А4). Объём: 56 полос. Выходит еженедельно. Территория распространения: Великий Устюг и Великоустюгский район | - |
| 8.  | Деловая Устюжаночка (ООО «Устюжаночка»)                                                                                   | Главный редактор: Тельтевской А. Л. | Распространяется бесплатно. Тираж: 15000 экз. Объём: 24 полосы. Территория распространения: Великий Устюг и Великоустюгский район. | - |
| 9.  | Юг севера (Завадский Николай Николаевич; Завадский Дмитрий Николаевич)                                                    | Главный редактор: Завадский Дмитрий Николаевич. Выпускающий редактор: Квасникова Л. | Бесплатное рекламно-информационное издание. Выходит 3 раза в неделю. Каждый номер прочитывают 30 тыс. человек. Объём: 12 полос. Тираж газеты: 20000 экз. Его доставка производится в 21 населенный пункт (Великий Устюг, Котлас, Красавино, Васильевское, Слободка, Золотавцево, Добрынино, Дымково, Новатор, Ильинское, Аристово, Палема, Первомайское, Карасово, Бахарево, Усть-Алексеево, Чернево, Ольховка, Пожарово, Теплогорье, Мякинницыно). | - |
| 10. | Шексна-информ (ИП Герасимов А. В.)                                                                                        | - | Территория распространения: Шекснинский район | - |
| 11. | Верховажский вестник (АНО «Редакция газеты „Верховажский вестник“»)                                                       | Главный редактор: Погожева Татьяна Анастасьевна | Территория распространения: Верховажский район. Выходит 3 раза в неделю. Тираж: 3500 экз. Объём: 8 полос (А3). | - |
| 12. | Маяк (МАУ «Редакция газеты „Маяк“»; Администрация Вологодского муниципального района)                                     | Главный редактор: Шадрунов Сергей Валериевич Заместитель главного редактора: Ячменова Капитолина Ивановна Журналисты: Ермаков Дмитрий Анатольевич, Давыдов Петр Михайлович, Смирнова Александра Николаевна              | Распространяется на территории Вологодского района. Газета выходит два раза в неделю (вторник и суббота). Средний тираж составляет: 3300 экз. | Издается с 14 ноября 1939 года. Наибольший тираж газета имела с 1987 по 1990 гг. — 10000-11000 экз. |
| 13. | Борьба (АНО «Редакция газеты „Борьба“»)                                                                                   | Главный редактор: Степакова Надежда Владимировна Заместитель главного редактора: Беляев Владимир Николаевич Корреспонденты: Ольга Тарасова                                                                              | Территория распространения: Вожегодский район | Первый номер газеты вышел 19 октября 1930 г. В 2009 году журналист газеты Ольга Тарасова была награждена дипломом первой степени в номинации «Журналистский материал» конкурса на лучшее освещение вопросов физической культуры и спорта, здорового образа жизни. |
| 14. | Сокольская правда (Автономная некоммерческаяорганизация «Редакция газеты „Сокольская правда“»)                            | Главный редактор: Гользберг Надежда Сергеевна Выпускающий редактор: Евгения Сурогина Журналисты: Светлана Абдулова, Ольга Хлымова, Любовь Бритвина, Артем Кулябин, Алексей Антонушкин                                   | Территория распространения: Сокол, Сокольский район. Выходит 2 раза в неделю (вторник — 8 полос, пятница — 12 полос). Тираж: 6000 экз.(А3) | Под нынешним названием газета начала выходить лишь с 1 января 1952 года. Впервые газета вышла 1 мая 1920 года под названием «Труд», и имела статус газеты Кадниковского уездного комитета РКП(б). Впоследствии названия не раз менялись: «Крестьянский гудок», «Сухонский ударник». Редакторы газеты: 1. М. Редлих (1947—1950 гг.) 2. Н. Шумилов (1950—1960 гг. 3. А. Воробьев (1960—1962 гг.) 4. А. Аристов (1962—1975 гг.) 5. П. Крупеников (1975—1985 гг.) 6. С. Сиземский (1985—2004 гг.) 7. Н. Гользберг (с 2004 г. по настоящее время) В апреле 1999 года — редакция газеты по губернаторской программе поддержки районных изданий получает компьютеры. Осуществляется переход к компьютерной верстке и офсетной печати тиражей газеты. В 2009 году газета «Сокольская правда» была награждена дипломом первой степени в номинации «Газетный проект» конкурса на лучшее освещение вопросов физической культуры и спорты, здорового образа жизни. |
| 15. | Призыв (АНО "Редакция газеты «Призыв»)                                                                                    | - | Территория распространения: Харовский район | В 2003 году фотокорреспондент газеты был отмечен дипломом третьей степени на конкурсе «Вологодчина — любовь моя и гордость». В 2009 году сотрудники редакции были отмечены двумя наградами в конкурсе на лучшее освещение вопросов физической культуры и спорта, здорового образа жизни: номинация «Газетный проект» (диплом II степени), фотокорреспондент газеты Владимир Малков (специальный приз). |
| 16. | Сокольчанка (Смирнов Дмитрий Валерьевич)                                                                                  | - | Территория распространения: Сокол, Сокольский район. | - |
| 17. | Вытегорский калейдоскоп (ОАО «Вытегорская типография»)                                                                    | - | Территория распространения: Вытегорский район | - |
| 18. | Звезда (АМУ «Редакция газеты „Звезда“»)                                                                                   | Главный редактор: Маров Сергей Васильевич Журналисты: Долгов Алексей Валерьевич, Изюмова Елена Леонидовна, Чистякова Надежда Николаевна, Широкова Ольга Александровна                                                   | Недельный тираж газеты составляет: более 10 тыс. экземпляров. Тираж газеты распространяется следующим образом: 50 % — по подписке, 50 % — в розницу. Газета распространяется в пос. Шексна, Чебсаре, Нифантово, Прогрессе, Вологде-20. | Газета выходит с апреля 1930 года. Сначала газета носила название «Колхозник-животновод». Оно было изменено лишь в послевоенные годы на «Светлый путь». Нынешнее название «Звезда» появилось в 1965 году. В 2007-м газета обзавелась собственным сайтом. А с 2010 года редакция начала выкладывать туда новостные видеоролики. |
| 19. | Авангард (АНО «Редакция газеты „Авангард“»)                                                                               | Главный редактор: Лукьянова Валентина Феодосьевна | Территория распространения: Никольский район. Тираж: 4600 экз. Выходит 2 раза в неделю: вторник — 8 полос, суббота — 12 полос. Формат: А4. | В 2003 году коллектив газеты Авангард был отмечен дипломом третьей степени на конкурсе «Вологодчина — любовь моя и гордость». |
| 20. | Наше время (АНО «Редакционно-издательский комплекс „Наше время“»)                                                         | Главный редактор-директор Родионова Светлана Борисовна | Территория распространения: Кадуйский район. Тираж: 3075 (3200) экз. Выходит 3 раза в неделю (вторник, четверг, суббота). Формат: А3. Объем: 4-16 полос. | Газета издается с 30 июля 1931 года. |
| 21. | Тотемские вести (АНО «Редакция газеты „Тотемские вести“»)                                                                 | Главный редактор: Гончарова Л. В. | Распространение в Тотьме и Тотемском районе. Выходит 2 раза в неделю (среда, суббота). Тираж: 3000 экз. Минимальный объём: 8 полос. | - |
| 22. | Наша жизнь (Автономная некоммерческая организация «Редакционно-издательский комплекс „Наша жизнь“»)                       | Главный редактор: Вересов Леонид Геннадьевич Заместитель редактора: Морозов Сергей Анатольевич | Территория распространения: Бабаево и Бабаевский район. Тираж: 4300-4500 экземпляров. Выходит 3 раза в неделю. | Издается с 1 октября 1930 года под названием «Новый путь» 26 февраля 1963 года газета меняет название на «Ленинский путь». С 1 января 1991 года газета является общественно-политическим изданием и до конца года издается под своим названием. В новом 1992 году газета стала называться «Наша жизнь». Вплоть до 28 ноября 1992 года газета продолжает оставаться общественно-политическим изданием. А с 1 декабря и до настоящего времени она носит статус Бабаевской районной газеты. В 1996 году редактором газеты является Кононов Виктор Павлович. Благодаря ему газета выигрывает грант на приобретение компьютерной техники. Уже в 1997 году в редакции начинают печататься первые тексты при помощи компьютеров. Таким образом «Наша жизнь» одной из первых районных газет Вологодской области переходит на компьютерную верстку и офсетную печать. Редакторы газеты «Наша жизнь» 1. Бобров Игорь Константинович — 1 января 1992 г. — 26 декабря 1994 г. 2. Кононов Виктор Павлович — 26 декабря 1994 г. — 1 августа 1996 г. 3. Иванов Андрей Вилиорович — 1 августа 1996 г. — 3 ноября 1997 г. 4. Богданов Алексей Валерьевич — 3 ноября 1997 г. — 31 января 2005 г. 5. Вересов Леонид Геннадьевич — с 1 февраля 2005 г. по настоящее время. |
| 23. | Знамя (АНО «Редакция газеты „Знамя“»)                                                                                     | Главный редактор: Бахарева Татьяна Анатольевна | Территория распространения: Бабушкинский район. Тираж: 1745 экз. Объем: 8 полос. Выходит 3 раза в неделю (вторник, четверг, суббота). | Газета издается с 10 ноября 1931 года. Изначально оно называлось «Большевистские темпы». На тот момент редакция газеты располагалась в селе Леденгском Леденгского района Северного края (с 23 июля 1937 года Северной области). 26 февраля 1941 года область была переименована в Вологодскую, а Леденгский район в Бабушкинский. С 1957 года сменилось и название газеты. Она стала называться «Знамя». В 1960-х гг. в газете впервые появились цветные надписи и заголовки. |
| 24. | Сокольский рекламный вестник (ИП Быков Владимир Юрьевич)                                                                  | - | Территория распространения: Сокол, Сокольский район, г. Кадников. Выходит еженедельно. Тираж: 17000 экз. Формат: А4. | Выходит с 2006 года. С мая 2011 года газета печатается в полноцвете. |
| 25. | Волна (АНО «Редакция газеты „Волна“»)                                                                                     | Редактор: Ципилев Владимир Николаевич | Территория распространения: Вашкинский район | - |
| 26. | Новая жизнь (МУ «Редакция газеты „Новая жизнь“»)                                                                          | Редактор: Иванов Алексей Николаевич Заместитель редактора: Карандеева Елена Вячеславовна | Территория распространения: Кирилловский район. Выходит дважды в неделю (вторник, суббота). Тираж: 3916 экз. | Газета издается с 20 мая 1931 года. |
| 27. | Общественно-политическая газета «Белозерье» (АНО «РИК „Белозерье“»)                                                       | Редактор: Алексеев Василий Леонидович | Территория распространения: Белозерск | - |
| 28. | Новый день (АНО «Редакция газеты „Новый день“»)                                                                           | Главный редактор: Мальцева Наталья Николаевна | Территория распространения: Нюксенский район. Тираж: 1870 экз. Недельный объем: 28 полос. Формат: А4. Выходит еженедельно (3 раза в неделю). | Газета выходит с 15 декабря 1931 года. |
| 29. | Кокшеньга (АНО «Редакция газеты „Кокшеньга“»)                                                                             | Редактор: Силинский Александр Всеволодович | Территория распространения: Тарногский район | - |
| 30. | Наша Нюксеница (Мальцева Т. С.)                                                                                           | - | Территория распространения: Нюксенский район. | - |
| 31. | Сельская правда (Администрация Грязовецкого муниципального района, АМУ «Районная газета Сельская правда»)                 | Редактор: Ганин Владимир Сергеевич | Территория распространения: Грязовецкий район | Выходит с 1 марта 1919 года. |
| 32. | Северная новь (АНО «Редакция Усть-Кубинской районной газеты „Северная новь“»)                                             | Редактор: Страмова Анна Валериевна | Территория распространения: Усть-Кубинский район. Тираж: 2000 экз. Выходит 2 раза в неделю | Выходит с 3 октября 1931 года. Изначально издавался в форме информационного листка (2 полосы). Печать газеты возобновилась после пятилетнего перерыва 27 апреля 1965 года. |
| 33. | Восход (АНО «Редакция газеты „Восход“»)                                                                                   | Редактор: Макарова Ирина Николаевна | Территория распространения: Сямженский район. Тираж: 1200 экз. Выходит 1 раз в неделю. | [[Издаётся с 1935 года. |
| 34. | Междуречье (Администрация Междуреченского района, АМУ «Редакция газеты „Междуречье“»)                                     | Редактор: Каберов Александр Николаевич | Территория распространения: Междуреченский район. Выходит 1 раза в неделю. | - |
| 35. | Искра (АНО «Редакция газеты „Искра“»)                                                                                     | Главный редактор-директор: Симанова Татьяна Александровна | Территория распространения: Чагодощенский район. Тираж: 3000 экз. Объем: 4 полосы. Выходит 2 раза в неделю: (вторник, пятница). | - |
| 36. | Сельская новь (МБУ ЧМР «Редакция газеты „Сельская новь“», учредитель — администрация Череповецкого муниципального района) | Редактор: Опояскин Евгений Николаевич | Территория распространения: Череповец и Череповецкий район. Тираж: 3200 экз. Выходит 1 раз в неделю. Объем: 20 полос. | - |
| 37. | Вперёд (АНО «Редакция газеты „Вперед“»)                                                                                   | Главный редактор-директор: Васильева (Брантова) Наталья Николаевна Корреспонденты: Максин Юрий Михайлович, Головина Нина Владимировна, Ерёменко Нелли Альбертовна, Николаенко Ирина Игоревна, Богданов Евгений Олегович | Территория распространения: Устюженский район | Газета основана: 20 сентября 1930 года. |
| 38. | Красное знамя (АНО «Редакция газеты „Красное знамя“»)                                                                     | Редактор: Армеева Анна Александровна | Территория распространения: Вытегорский район. | Газета «Красное знамя» начала издаваться с 6 апреля 1918 года |
| 39. | Заря Севера (АНО «Редакция Кичменгско-Городецкой районной газеты „Заря Севера“»)                                          | Редактор: Патракова Валентина Ильинична | Территория распространения: Кичменгско-Городецкий район | - |

### Интернет-СМИ
| №  | Название (учредитель)                                                   | Сотрудники редакции                    | Характеристики                                | Дополнительно                        |
| -- | ----------------------------------------------------------------------- | -------------------------------------- | --------------------------------------------- | ------------------------------------ |
| 1. | Информационный сайт города Великий Устюг (Баданин Александр Николаевич) | Редактор: Баданин Александр Николаевич | Адрес в сети: http://www.v-ustyug.vologda.ru/ | Сайт работает с 18 января 2003 года. |